# 蒼井さや
蒼井 さや（あおい さや、1986年1月7日 - ）は、日本のグラビアアイドル、タレント。大阪府出身。アライブエンタテインメント所属。
兄が1人いる。

## 来歴・人物
展示会やイベントなどでのキャンペーンモデルや雑誌のグラビアモデルを中心に、近年はテレビでも活動の場を広げている。特に関西では、2009年4月から出演しているレースガイド(関西版)で、知名度も上がっている。

## おもな出演

### テレビ
- クロスフィッシング2（スカイA Sports+）
- 最強メダル伝説（サンテレビ）
- ベリータ（毎日放送）
- フィッシング倶楽部（テレビ埼玉）
- ワールドコレクションゴールド（毎日放送）
- 情熱★エンためファクトリー どっキング!!!（2011年1月18日、関西テレビ）
- 女の子宣言! アゲぽよTV、女の子宣言！ヒルぽよTV（毎日放送）
- FISHING LIFE（サンテレビ）

### CM
- レースガイド（2009年4月） - 関西版のみ

### レースクイーン・イメージガール
- 2006年：全日本ロードレース選手権「チーム橋本組&櫻花レースクイーン」
- 2006年：大阪オートメッセ
- 2008年：ミス京都競馬 名古屋オートトレンド
- 2008年〜2009年：三菱自動車ROARガール
- その金ナイターイメージガール　SKNフラッシュ8

## DVD
- CARA（2008年8月27日）
- Sky High（2009年8月22日・グラッソ）
- 濡れちゃった。（2010年9月4日・QH映像）